# 対日アーク
対日アーク（たいじつアーク、antisolar arc）または映向日アーク（えいこうじつアーク、Subanthelic arc）とは、大気光学現象の1つで、天球上における対日点を通るアーク（明るい光の帯）。
六角柱形の氷晶が長軸を地面と水平にした状態で、太陽光が通過しながら反射・屈折して起こる。
天頂付近を通り、太陽と反対側の方角の空を斜めに横切りながら地平線の下に伸びていく。地平線の下では、対日点で2つの線が交差し、対日点より下では小さな円を描いている。
非常に稀な現象で、観測例は多くない。
同じ対日点を通るアークに、地平線を軸に幻日環と対称な映幻日環、向日点から下に伸びるディヒューズアークなどがあるが、これらとは別物である。